# Задор, Енё
Енё За́дор, известный также как Евгений (Юджин) Задор (венг. Zádor Jenő), 5 ноября 1894, Батасек, Австро-Венгрия — 4 апреля 1977, Голливуд, Калифорния, США) — американский композитор венгерского происхождения, педагог, музыкальный критик. Доктор философии (1921).

## Биография
Композиции обучался в Венской консерватории под руководством Р. Хейбергера и в Лейпциге у М. Регера. В 1915—1920 выступал как музыкальный критик. В 1922—1939 преподавал композицию в Новой Венской консерватории (Neues Wiener Konservatorium), а затем в Будапештской академии музыки.
После аншлюса Австрии фашистской Германией в 1939 эмигрировал в США, где жил в Голливуде.
В США стал успешным голливудским кинокомпозитором.

## Избранные музыкальные произведения
Среди произведений Задора — опера «Ревизор» по комедии Н. В. Гоголя.
Балет-пантомима «Робот» (1934);
Оперы (даты постановок)
- «Диана» (1923),
- «Остров мертвых» (1928),
- «Рембрандт» (1930),
- «Ревизор» (1935; 2-я ред.- 1957),
- «Азра» (1936),
- «Христофор Колумб» (1939);

для оркестра
- 4 симфонии («Романтическая» — 1922, «Техническая» — 1931, «Танцевальная» — 1936, «Детская» — 1941),
- симфоническая поэма «Банк Бан» (1918),
- Вариации на венгерскую народную тему (1928),
- Венгерское каприччио (1935),
- Пастораль и тарантелла (1941),
- Библейский триптих (1943),
- Вариации на веселую тему (1963),
- Элегия и танец (1954),
- 5 контрастов для оркестра (1965),
- Камерный концерт для струнных, 2 валторн и фортепиано (1930);
- фортепианный квинтет (премирован в Будапеште в 1933);

песни.